# 亜塩素酸O2リアーゼ
亜塩素酸O2リアーゼ（chlorite O2-lyase）は、次の化学反応を触媒する酸化還元酵素である。
塩化物イオン + O2 {\displaystyle \rightleftharpoons } 亜塩素酸
反応式の通り、この酵素の基質は塩化物イオンとO2、生成物は亜塩素酸である。
組織名はchloride:oxygen oxidoreductaseである。